# Pempen
Pempen is een bestuurslaag in het regentschap Lampung Timur van de provincie Lampung, Indonesië. Pempen telt 2975 inwoners (volkstelling 2010).